# لو بيتور (صحيفة)
لو بيتور (بالفرنسية: Le Buteur)‏ وتعني الهداف هي يومية جزائرية تصدر باللغة الفرنسية.

## وصلات خارجية
- الموقع الرسمي لجريدة لو بيتور